# 京成3050形電車 (初代)
京成3050形電車（けいせい3050がたでんしゃ）は、1959年から1995年まで京成電鉄に在籍していた通勤形電車。
本稿では、千葉急行電鉄（現・京成千原線）にリースされた3050形についても記述する。

## 概要
京成電鉄が創立50周年を迎えた1959年（昭和34年）9月に、3000形に続く東京都交通局の都営地下鉄1号線（現在の浅草線）への乗り入れ用車両として登場した。3051 - 3076の2両編成13本、計26両が製造された。
京成電鉄では都営1号線への相互直通運転に備え、全線の軌間を1,372mmから1,435mmに改軌する工事が1959年10月から11月にかけて行われた。本形式は当初から1,435mm標準軌の台車を装備して登場し、改軌工事の終わった区間から順次営業運転に投入された。

## 車両概説
基本設計は3000形に準じているが、以下の相違点がある。
車体はモーンアイボリーとファイアーオレンジのツートーンカラーの境目に、ステンレスモールで縁取られたミスティラベンダーの帯を巻いた塗装が本形式で初めて採用され、赤電と呼ばれるようになった。3000形も1960年（昭和35年） - 1961年（昭和36年）にこの塗装に変更された。前照灯はシールドビームの1灯式が採用された。側扉脇のステンレス手すりが取付金具と一体成型となった。
編成と機器配置等は3000形と同様であるが、モーターは3067 - 3076が住友金属工業製FS329台車・WNカルダン駆動・三菱電機製MB-3028Eモーターであり、汽車製造製KS116・TDカルダン駆動・東洋電機製造製TDK810/4Dモーターで、定格回転数や弱め界磁率など、一部が設計変更された。
台車も汽車製造・住友金属工業製ともに変更された。基礎ブレーキは電磁直通式で、応荷重装置が付加された（後に3000形にも付加）
落成後の1970年代初頭に屋根部の二段構造（モニタールーフ）を廃してベンチレーター（通風器）を設置し、正面運行番号表示器も移設された。

## 改造

### 更新工事
「赤電」各形式の中では最も早く更新が開始された。最初に施工されたのは3051 - 3052で1976年（昭和51年）10月に出場した。1977年（昭和52年）夏 - 1978年（昭和53年）秋は、3000形の更新を施工した関係で当形式の更新は一時中断し、その後1979年（昭和54年）1月から1980年（昭和55年）6月に残りの車両が施工された。主な内容は以下の通りである。
- 車両番号順に4両固定編成とし、連結部は狭幅貫通路（狭幅幌）とされた。客室内側は奇数号車に乗務員室用扉を流用したアルミ製扉を配し、2両ずつ分割可能とした。
- 先頭車前面は、上部中央に2灯の前照灯を一体のケースに収めて配置、正面左右の窓が小型化され、ワイパー付近の凹凸が消滅したほか、1979年以降に更新された車両（3051・3054・3063・3066を除いた全先頭車）は急行灯の枠がステンレス無塗装になった。
- 室内は壁と天井のデコラ・床材の張り替え（同色）、座席も同色で交換された程度で、天井から荷棚直上は白に塗装された。
- 外観・室内ともデザインは3000形と同様になった。

3075 - 3076は成田空港方の電動車ユニットとなり、基本4両編成に連結して6連で運用した。
1980年2月以降に更新した3069 - 3070・3071 - 3074は、ファイアーオレンジ1色にモーンアイボリーの帯を巻いた塗装で出場し、他車も同年5月の3051 - 3054を皮切りに1981年7月の3067 - 3068・3075 - 3076を最後に同塗装に変更された。

### 冷房化・方向幕搭載工事
1990年（平成2年）3月より3059 - 3062を皮切りに冷房装置の搭載を開始し、同時に種別・行先表示器も設置された。以下に変更点を記す。
- 各車に分散式冷房装置を搭載し、ベンチレーターを撤去。
- 室内はファンデリア（換気扇）を廃止し、補助送風機として東芝製の首振り扇風機を設置。それにともない蛍光灯から内側の天井に光沢白デコラが貼付された。
- 冷房装置設置にともない電動発電機(MG)を容量5.5kVAのものから75kVAのものに交換。
- 全車の空気圧縮機の駆動電動機が交流化され、形式もC-1000からAC-1000とされた。
- 行先表示器を前面上部中央と側面（種別表示器併設）に設置。それに伴い前面の灯火類は上部左右に3100形と同形のものを別途新設。
- 前面の貫通扉は手動種別表示器付きステンレス製扉に交換されたが、種別表示器は3100形と同様に中間仕切り時の関係上凹凸のあるタイプになった。3059・3062・3063・3066以外は3300形1次車で更新前に一時的に使用されたものを流用した。

外観は3000形から冷房搭載後の3100形に近いものに変化したが、車体形状や骨組みの位置の違いから前照灯位置が100mm下に設置された他、側面乗務員室扉のサイズが異なっていた。
1990年4月出場の3063 - 3066以外は定期検査出場時に行われた。1990年8月出場の3051 - 3054から室内天井の白塗装箇所（蛍光灯両脇から荷棚に掛けて）が再塗装された。初期に施工された3059 - 3066も次期定期検査出場時に再塗装された。1991年（平成3年）3月に出場した3067 - 3070編成で3051 - 3074の4両6本、計24両の工事が完了した。
この工事と同時に東洋電機製造製TDK810/4Dモーターを装着する3051 - 3066は同一新品のモーターに交換された。
1983年（昭和58年）春の3150形以来、8年間にわたって継続されて来た冷房搭載工事は3050形をもって終了し、対象から外れた2両余剰ユニットの3075・3076は1991年3月末に3000形と共に廃車されたため、京成は車両冷房化率100%を達成し、同時に行先標も姿を消した。

### その他の改造
- 1984年（昭和59年）秋 - 1986年（昭和61年）春に車側表示灯が2灯一体の縦長の灯体になったほか、室内貫通扉と乗務員室扉の窓ガラス支持が従来の黒Hゴムから金属支持方式になった。
- 1984年 - 1985年（昭和60年）にA-2形空気圧縮機(CP)から、絶縁性を向上させたC-1000形に交換された。
- 1988年（昭和63年）春 - 秋に車内のつり革を増設し、新たに扉付近や枕木方向にも設置された（他形式も同様）。

## 運用の変遷
更新後は、3000形とスタイルも同一なことから、同形式のように扱われ、3000形との混結も珍しくなかった。3000形は3009 - 3014で完全中間電動車2両ユニット3組、3050形で3075・3076の成田空港方余剰ユニット1組があること、全電動車編成で加速性能も良いことから、6連で優等列車に使用される頻度が高かった。
3100形コイルバネ台車装着車の3101  - 3116が更新されてから当形式の冷房搭載（後述）までの間、これらのユニットと6連を組むこともあった。
冷房搭載後の当形式は4連・6連運用が主になり、普通運用から特急運用まで幅広く使用された。6連に関しては、先頭台車が電動台車のため、北総開発鉄道北総・公団線（現・北総鉄道北総線）や京浜急行電鉄本線・空港線にも乗り入れた。
1990年末 - 1991年初頭には3059 - 3062で3100形コイルバネ台車装着車2両ユニットの3111・3112を上野寄りに連結した6連運用も存在したが、その後は他形式と連結する事例はなかった。
また、1990年と1992年（平成4年）の夏には8連で組成され、2回とも3059 - 3062+3063 - 3066の組成であった。
当形式は現行標準色への塗装変更の対象から外れ、「赤電」各形式の塗装変更を開始した1993年（平成5年）6月以降に定期検査出場した車両もファイアーオレンジ塗装であった（3067 - 3070が1993年12月上旬に出場したのみ）。
1994年（平成6年）10月11日 - 20日に鉄道の日・改軌35周年イベントに関連して、3059 - 3062が登場時のツートーンカラー（前述）に変更された。その時は同編成をあしらった記念乗車券も発売された。期間中、同編成は日替わりで特設ダイヤが組まれ、イベント終了後も1995年（平成7年）2月中旬に廃車されるまで、4連運用のダイヤで運用された。

## 廃車・リース

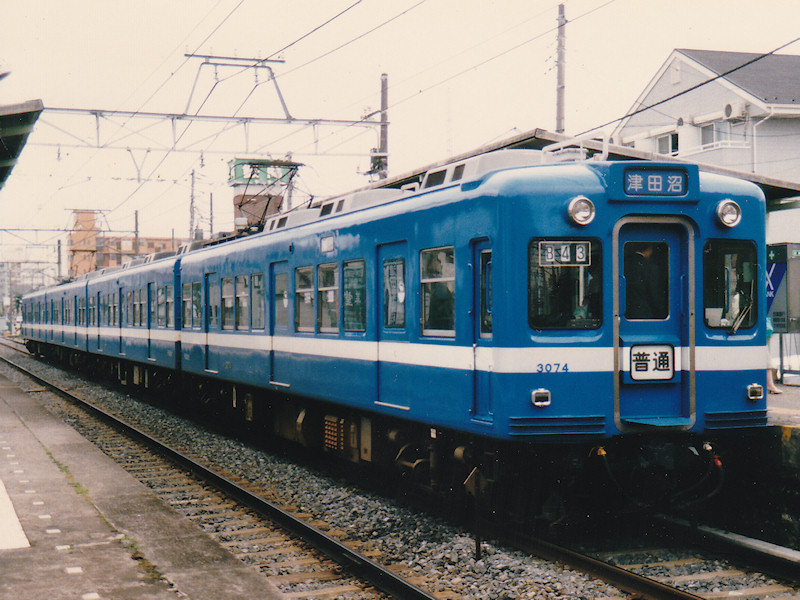
千葉急行電鉄にリースされた3074編成

1993年3月には3400形の登場にともない、3051 - 3054・3063 - 3066が京成の通勤冷房車として初めて廃車された。
1994年1月には3071 - 3074が千葉急行電鉄にリースされ、車体塗装はブルーベースにホワイトの太帯に変更された。これは1992年4月の開業以来リースされていた1000形（元京急初代1000形初期車）1032 - 1029を返却するためで、塗装もこの1000形と同一であった。京成独自の車両を他社にリースすること、新性能車の他社への移籍も初めての事例であった。
1993年9月には3055 - 3058が検査期限が近いことから予備車扱いとなり、1994年2月を最後に運用を離脱した。その後しばらくは車庫に留置されていたが、1994年9月末に廃車になり解体された。この編成は、冷房搭載前の1982年（昭和57年）5月と1984年4月に、3600形新造車の宗吾車庫への搬入にも使用された実績があった。
1995年2月には前述した旧塗装編成の3059 - 3062が廃車になり、その後解体された。同編成は定期検査期限延長のため、1994年4 - 9月の土・日曜日・祝日は運用に出さず、京成津田沼留置所で休車扱いとなり、走行キロ数を抑えた。
1995年3月末には、3067 - 3070が前述した3071 - 3074と同様に塗装変更の上、大森台 - ちはら台間の延伸用として千葉急行へリースされた。これにともない当形式は千葉急行へのリース車として2本が残るのみになった。
1995年度は京成電鉄で3700形8両編成4本（32両）と3400形8両編成1本（8両）計40両が増備され、3100・3150形にも余剰車が発生した。1996年（平成8年）1月に3100形3125 - 3128を千葉急行にリースすることになり、3071 - 3074は京成に返却され廃車・解体された。続いて1996年3月には3100・3150形3121・3122・3157・3158も千葉急行にリースすることになり、3067 - 3070は京成に返却され廃車・解体された。この時点で、3050形はリース車も含め全廃となった。
冷房搭載後の運用期間は約3 - 5年と短かったため、冷房装置・扇風機・電動発電機等の廃車発生品は、在来車（3600形以前の形式）の古い部品と交換することなどで再用された。
また、一時期芝山鉄道へリースする計画もあったが、開業が大幅に遅れたため、結局3600形1編成を充当して2002年（平成14年）10月の開業を迎えた。